# Кетлін (Лодзинське воєводство)
Кетлін (пол. Kietlin) — село в Польщі, у гміні Радомсько Радомщанського повіту Лодзинського воєводства.
Населення — 626 осіб (2011).
У 1975-1998 роках село належало до Пйотрковського воєводства.

## Демографія
Демографічна структура станом на 31 березня 2011 року:
|          | Загалом | Допрацездатний вік | Працездатний вік | Постпрацездатний вік |
| -------- | ------- | ------------------ | ---------------- | -------------------- |
| Чоловіки | 310     | 58                 | 221              | 31                   |
| Жінки    | 316     | 59                 | 183              | 74                   |
| Разом    | 626     | 117                | 404              | 105                  |